# Ferm Power Tools World Rally Team
El Ferm Power Tools World Rally Team es un equipo privado de rally neerlandés que actualmente ha competido en el Campeonato Mundial de Rally registrado en el campeonato de constructores. Tiene su sede en Cumbria (Inglaterra) en las instalaciones de M-Sport, empresa dirigida por Malcolm Wilson que lo gestionó y fabricó los Ford Fiesta WRC con el que competían. El principal piloto era Dennis Kuipers que ya había competido con un el equipo de Ford, el Stobart M-Sport Ford Rally Team en 2010.

## Trayectoria

### Temporada 2011
El equipo hizo su debut en el Rally de Suecia. Sumó puntos en siete pruebas logrando como mejor resultado de la temporada hasta el motmento, fue un quinto puesto en el Rally de Alsacia.

## Resultados

### Campeonato Mundial de Rally
| Año  | Automóvil          | Piloto         | 1      | 2       | 3      | 4     | 5       | 6   | 7      | 8       | 9       | 10  | 11    | 12    | 13    | Posic. | Puntos | Construc. | Puntos |
| ---- | ------------------ | -------------- | ------ | ------- | ------ | ----- | ------- | --- | ------ | ------- | ------- | --- | ----- | ----- | ----- | ------ | ------ | --------- | ------ |
| 2011 | Ford Fiesta RS WRC | Dennis Kuipers | SWE 13 | MEX Ret | POR 10 | JOR 9 | ITA Ret | ARG | GRE 10 | FIN 11  | GER 10  | AUS | FRA 5 | ESP 9 | GBR 8 | 12º    | 21     | 5º        | 54     |
| 2011 | Ford Fiesta RS WRC | René Kuipers   |        |         |        |       |         | ARG | GRE 17 | FIN Ret | GER Ret | AUS | FRA   | ESP   | GBR   | -      | 0      | 5º        | 54     |
| 2011 | Ford Fiesta S2000  | René Kuipers   | SWE 29 | MEX     | POR    | JOR   | ITA 25  |     |        |         |         |     |       |       |       | -      | 0      | 5º        | 54     |